# Endomychus tomishimai
Endomychus tomishimai is een keversoort uit de familie zwamkevers (Endomychidae). De wetenschappelijke naam van de soort werd in 1994 gepubliceerd door Takehiko Nakane.